# Amerikanska geparder
Amerikanska geparder[källa behövs] (Miracinonyx) är ett utdött släkte kattdjur från Nordamerika som levde för cirka 2,5 miljoner till 20 000 år sedan. De amerikanska geparderna delas vanligen in i två arter, Miracinonyx trumani och Miracinonyx inexpectatus.

## Miracinonyx trumani
M. trumani var den art som mest liknade geparden i morfologi. Den levde på slätter i västra Nordamerika och åt troligen medelstora hovdjur som gaffelantiloper och hjortdjur. Det antas till och med att Miracinonyx existens är anledningen att gaffelantilopen springer så fort. Hastigheten upp till 90 km/h som gaffelantilopen kan nå behövs inte för att springa ifrån dagens nordamerikanska rovdjur som vargar och pumor.

## Miracinonyx inexpectatus
M. inexpectatus var mer lik puman, men den var troligen snabbare än puman på grund av sin smala kroppsbyggnad.